# لوخ (دهغاه)
لوخ (بالفارسية: لوخ) هي قرية تقع في إيران في غيلان. يقدر عدد سكانها بـ 959 نسمة .